# Бірлік (Астраханський район)
Бірлі́к (каз. Бірлік) — село у складі Астраханського району Акмолинської області Казахстану. Входить до складу Колутонського сільського округу.
Населення — 72 особи (2021; 101 у 2009, 232 у 1999, 296 у 1989).
Національний склад станом на 1989 рік:
- казахи — 100 %.

У радянські часи село називалось також Толкунколь.